# ゴールデン・ヒム
『ゴールデン・ヒム』（How Great Thou Art）は、エルヴィス・プレスリーの1967年のアルバム。
翌1968年にBest Sacred Performanceを受賞し、エルヴィスに最初のグラミー賞をもたらした。

## 解説
収録曲は1966年5月25日から28日にかけて行われたセッションで録音されたものと、1960年10月31日の「心のふるさと」セッションで録音された「クライング・イン・ザ・チャペル」を収録。
28ヶ月ぶりのノンサウンド・トラック・レコーディングで、プロデューサーがチェット・アトキンスからフェルトン・ジャーヴィスへと変わった最初のセッションだった。
フェルトンはロイド・プライス、ファッツ・ドミノ、トミー・ロウ、グラディス・ナイト&ザ・ピップスなどのプロデュースを担当してきた人物で、
長年のエルヴィスファンでもあり、1959年に「Don't Knock Elvis」というレコードを出した事がある。
映画のサウンドトラック用の曲しか与えられなかったエルヴィスにフェルトンは・ジャーヴィスはもっと興味深い曲を取り上げるように情報を与えようとし、このセッションではボブ・ディランの「明日は遠く」などを録音した。
これ以降また徐々に映画のサウンドトラック用以外の曲を取り上げるようになり、68'カムバック・スペシャルによる本格的な復帰へのターニングポイントとなった。
「クライング・イン・ザ・チャペル」はエルヴィスがもとのサニー・ティル＆ジ・オリオールズのR&B版には匹敵しないと不満だったためお蔵入りしていたものだったが、
1965年にシングルとして発売されるとアメリカでは3位、イギリスでは1位まで上昇し、1963年の「悲しき悪魔」以来のトップ10ヒットだった。
2008年にボーナス・トラックとして「ユール・ネヴァー・ウォーク・アローン」「ウィ・コール・オン・ヒム」と「エルヴィス・イン・メンフィス」のセッションで録音された「私は誰？」の3曲が加えられた。
「ユール・ネヴァー・ウォーク・アローン」ではエルヴィス自身がピアノを弾いている。

## 収録曲

### A面
| Track | 録音日        | 邦題                                         | 曲名                           | 作曲者                                 | 時間 |
| ----- | ------------- | -------------------------------------------- | ------------------------------ | -------------------------------------- | ---- |
| 1.    | 1966年5月25日 | 偉大なるかな神                               | How Great Thou Art             | Stuart K. Hine                         | 3:00 |
| 2.    | 1966年5月26日 | イン・ザ・ガーデン                           | In the Garden                  | C. Austin Miles                        | 3:11 |
| 3.    | 1966年5月27日 | サムバディ・ビガー・ザン・ユー・アンド・アイ | Somebody Bigger Than You and I | Hy Heath, Sonny Burke, Johnny Lange    | 2:25 |
| 4.    | 1966年5月26日 | ファーザー・アロング                         | Farther Along                  | Traditional, arranged by Elvis Presley | 4:04 |
| 5.    | 1966年5月25日 | スタンド・バイ・ミー                         | Stand by Me                    | Traditional, arranged by Elvis Presley | 2:26 |
| 6.    | 1966年5月27日 | ウィズアウト・ヒム                           | Without Him                    | Mylon LeFevre                          | 2:27 |

### B面
| Track | 録音日         | 邦題                                                         | 曲名                                  | 作曲者                                 | 時間 |
| ----- | -------------- | ------------------------------------------------------------ | ------------------------------------- | -------------------------------------- | ---- |
| 1.    | 1966年5月26日  | ソー・ハイ                                                   | So High                               | Traditional, arranged by Elvis Presley | 1:56 |
| 2.    | 1966年5月27日  | ホエア・クッド・アイ・ゴー・バット・トゥ・ザ・ロード         | Where Could I Go but to the Lord      | James B. Coats                         | 3:36 |
| 3.    | 1966年5月26日  | バイ・アンド・バイ                                           | By And By                             | Traditional, arranged by Elvis Presley | 1:49 |
| 4.    | 1966年5月27日  | イフ・ザ・ロード・ワズント・ウォーキング・バイ・マイ・サイド | If the Lord Wasn't Walking by My Side | Henry Slaughter                        | 1:36 |
| 5.    | 1966年5月25日  | ラン・オン                                                   | Run On                                | Traditional, arranged by Elvis Presley | 2:21 |
| 6.    | 1966年5月25日  | ホエア・ノー・ワン・スタンズ・アローン                       | Where No One Stands Alone             | Mosie Lister                           | 2:42 |
| 7.    | 1960年10月31日 | クライング・イン・ザ・チャペル                               | Crying in the Chapel                  | Artie Glenn                            | 2:24 |

### 2008年盤ボーナス・トラック
| Track | 録音日        | 邦題                                 | 曲名                    | 作曲者                                | 時間 |
| ----- | ------------- | ------------------------------------ | ----------------------- | ------------------------------------- | ---- |
| 1.    | 1967年9月11日 | ユール・ネヴァー・ウォーク・アローン | You'll Never Walk Alone | Oscar Hammerstein II, Richard Rodgers | 2:43 |
| 2.    | 1967年9月11日 | ウィ・コール・オン・ヒム             | We Call On Him          | Fred Karger, Sid Wayne, Ben Weisman   | 2:31 |
| 3.    | 1969年2月22日 | 私は誰？                             | Who Am I?               | Charles Rusty Goodman                 | 2:07 |

## 参加ミュージシャン

### 1966年5月25日～28日セッション
- エルヴィス・プレスリー - Elvis Presley - ヴォーカル
- スコティ・ムーア - Scotty Moore - ギター
- チップ・ヤング - Chip Young - ギター
- ボブ・ムーア - Bob Moore - ベース

- ヘンリー・ストレゼレッキ - Henry Strzelecki - bass
- チャーリー・マッコイ - Charlie McCoy - ギター、ベース、ハーモニカ
- D.J.フォンタナ - D. J. Fontana - ドラム

- バディ・ハーマン - Buddy Harman - ドラム、ティンパニ
- フロイド・クレイマー - Floyd Cramer - ピアノ

- ヘンリー・スローター - Henry Slaughter - ピアノ、オルガン
- ザ・ジョーダネアーズ - The Jordanaires - バッキングヴォーカル

- ジ・インペリアルズ - The Jordanaires - バッキングヴォーカル

- ミリー・カーカム、ジューン・ペイジ、ドロレス・エドジン - Millie Kirkham, June Page, Dolores Edgin バッキング・ヴォーカル
- ブーツ・ランドルフ - Boots Randolph - サクソフォーン

- ルーファス・ロング - Rufus Long - サクソフォーン

- ピート・ドレイク - Pete Drake - スティールギター
- デヴィッド・ブリッグス - David Briggs - ピアノ、オルガン
- レイ・スティーヴンス - Ray Stevens - トランペット